# Pleasants County
Das Pleasants County ist ein County im US-Bundesstaat West Virginia. Bei der Volkszählung im Jahr 2020 hatte das County 7.653 Einwohner und eine Bevölkerungsdichte von 22,6 Einwohnern pro Quadratkilometer. Der Verwaltungssitz (County Seat) ist St. Marys.

## Geographie
Das County liegt im Nordwesten von West Virginia, grenzt an Ohio, wobei die Grenze durch den Ohio River gebildet wird, und hat eine Fläche von 349 Quadratkilometern, wovon zehn Quadratkilometer Wasserfläche sind. Es grenzt an folgende Countys:
|             | Washington County (Ohio) |                |
|             |                          | Tyler County   |
| Wood County |                          | Ritchie County |

## Geschichte

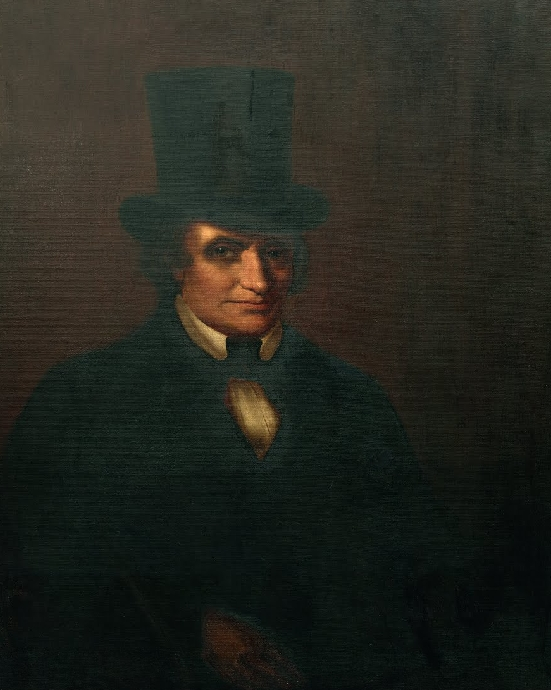
James Pleasants

Das Pleasants County wurde am 29. März 1851 aus Teilen des Ritchie-, Taylor- und Wood County gebildet. Benannt wurde es nach James Pleasants (1769–1836), einem US - Senator (1819–1822) und späteren Gouverneur von Virginia (1822–1825).

## Demografische Daten
Nach der Volkszählung im Jahr 2010 lebten im Pleasants County 7.605 Menschen in 2.597 Haushalten. Die Bevölkerungsdichte betrug 22,4 Einwohner pro Quadratkilometer.
Ethnisch betrachtet setzte sich die Bevölkerung zusammen aus 97,3 Prozent Weißen, 1,3 Prozent Afroamerikanern, 0,2 Prozent amerikanischen Ureinwohnern, 0,1 Prozent Asiaten sowie aus anderen ethnischen Gruppen; 1,0 Prozent stammten von zwei oder mehr Ethnien ab. Unabhängig von der ethnischen Zugehörigkeit waren 0,8 Prozent der Bevölkerung spanischer oder lateinamerikanischer Abstammung.
In den 2.597 Haushalten lebten statistisch je 2,81 Personen.
20,4 Prozent der Bevölkerung waren unter 18 Jahre alt, 63,5 Prozent waren zwischen 18 und 64 und 16,1 Prozent waren 65 Jahre oder älter. 46,4 Prozent der Bevölkerung war weiblich.

Das jährliche Durchschnittseinkommen eines Haushalts lag bei 40.418 USD. Das Prokopfeinkommen betrug 18.696 USD. 14,0 Prozent der Einwohner lebten unterhalb der Armutsgrenze.

## Städte und Gemeinden
Citys
- Belmont
- St. Marys

Unincorporated Communitys
- Calcutta
- Cloverdale
- Hebron
- Pine Grove